# Ehlerange
Ehlerange (lb. Éilereng, niem. Ehleringen) – wieś (Uertschaft) w południowym Luksemburgu, w kantonie Esch-sur-Alzette, w gminie Sanem. Do 3 października 2015 miejscowość leżała w dystrykcie Luksemburg. Liczy 970 mieszkańców (1 stycznia 2023).